# Galloperdix
Galloperdix là một chi chim trong họ Phasianidae.

## Hình ảnh

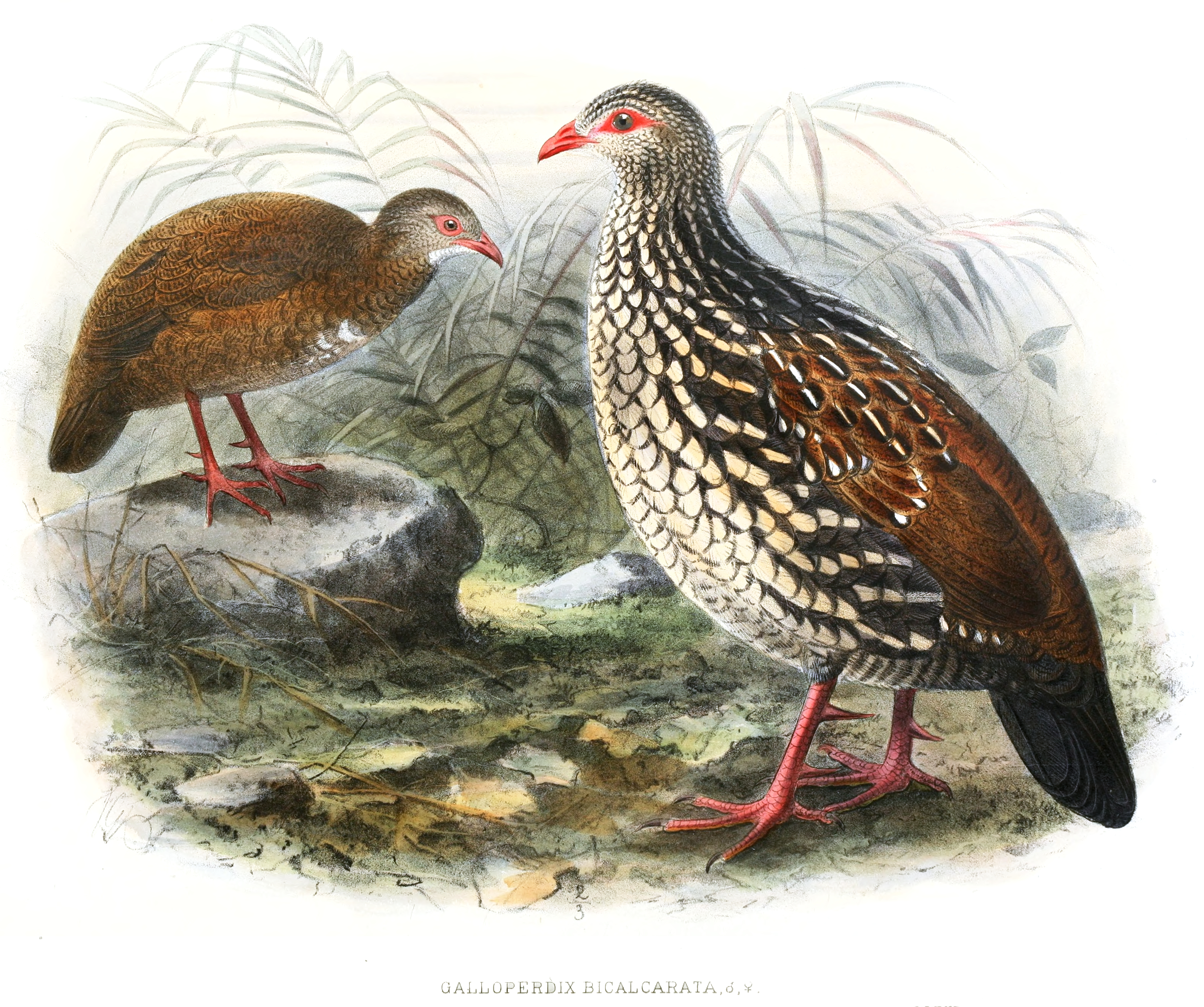
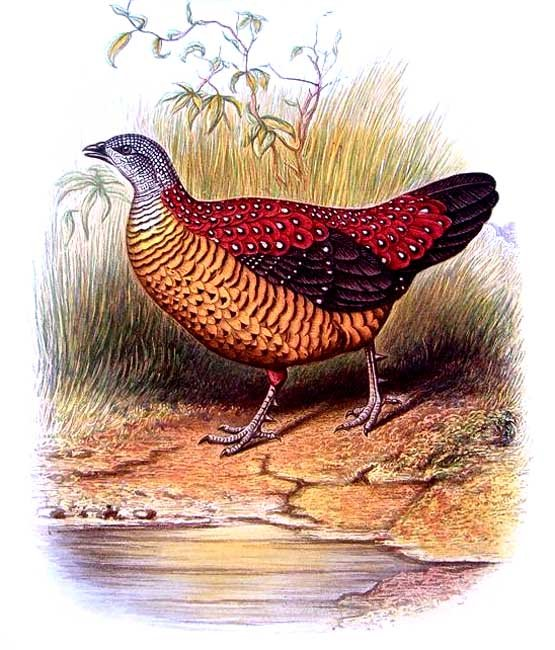
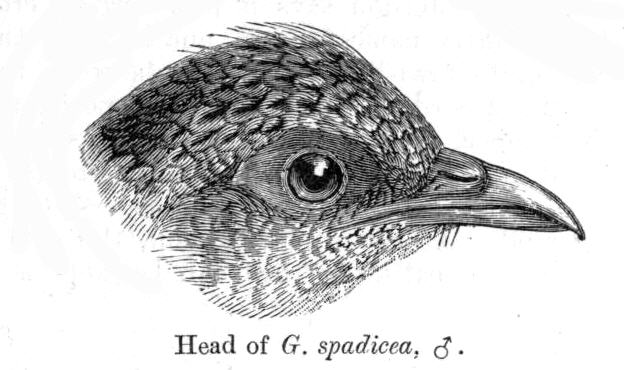